# Albert Hohenester
Albert Hohenester (19. Dezember 1902 in Mainz – nach 1943) war ein deutscher Offizier, Maler und Illustrator.

## Leben
Hohenester war Soldat der Gebirgstruppe. Er nahm am Zweiten Weltkrieg teil. Sein letzter Dienstgrad war Oberstleutnant der Gebirgsjäger.
Bekannt wurde er durch Landschafts-, Jagd-, Natur- und später auch Kriegsgemälde, mit denen er auch an zahlreichen Kunstausstellungen teilnahm. Viele seiner Gemälde schmückten die Offizierkasinos der Gebirgsjäger-Kasernen.
Während des Zweiten Weltkrieges wurde er durch Propaganda-Zeichnungen bzw. Karikaturen – die in der Zeitschrift Da lachen unsere Gebirgsjäger- erschienen, mit Durchhalte-Zeichnungen bekannt.

## Gemälde (Auswahl)
- Hochalm im Schnee
- Die Heimat der Gebirgsjäger
- Narvik

## Illustrationen
- Albert Hohenester, Gösta Nordhaus: Da lachen unsre Gebirgsjäger. Zeichnungen von Major Albert Hohenester, Innsbruck, 1940.
- Albert Hohenester, Gösta Nordhaus: Nur kein Schema! Lachende Gebirgsjäger am Polarkreis. Zeichnungen von Major Albert Hohenester. Innsbruck, 1941.
- Albert Hohenester: Und weiter geht's. Hurra Kreta!. Zeichnungen von Major Albert Hohenester. Innsbruck, 1943.
- Franz Schmitt: Im Circus Sarrasani. Ruth Mey (Hrsg.), Albert Hohenester (Graphik) Berlin, o. J. (Kinderbuch).
- Franz Schmitt: Im Circus Amar. Ruth Mey (Hrsg.), Albert Hohenester (Graphik) Berlin, o. J. (Kinderbuch).